# 馬丁·理察德
馬丁·理察德（英語：Martin Richards，1940年7月21日—），生於英國，計算機科學家，為BCPL程式語言的發明者，發展了TRIPOS作業系統。

## 生平
馬丁·理察德就讀劍橋大學時，主修數學。在劍橋大學取得計算機科學博士學位。之後成為劍橋大學聖約翰學院院士。
1966年，馬丁·理察德在劍橋大學，以CPL程式語言為基礎，發明了BCPL程式語言。
2003年，因發明BCPL程式語言，獲得IEEE的電腦先驅獎（Computer Pioneer Award）。